# UFC Fight Night: Smith vs. Teixeira
UFC Fight Night: Smith vs. Teixeira (também conhecido como UFC Fight Night 171 e UFC on ESPN+ 29) foi um evento de MMA produzido pelo Ultimate Fighting Championship no dia 13 de maio de 2020, na VyStar Veterans Memorial Arena em Jacksonville, Flórida.

## Background
Devido à Pandemia de COVID-19, o UFC teve que cancelar seis eventos entre 21 de março e 2 de maio. Em 24 de abril, eles anunciaram o retorno do UFC 249 em Jacksonville, Flórida, com outros dois eventos para o mesmo local - um evento previamente agendado para 16 de maio e outro evento reservado recentemente para 13 de maio.

## Bônus da Noite
Os lutadores receberam $50.000 de bônus:
- Luta da Noite:  Brian Kelleher vs.  Hunter Azure
- Performance da Noite:  Glover Teixeira e  Drew Dober